# Pierre Collet (Physiker)

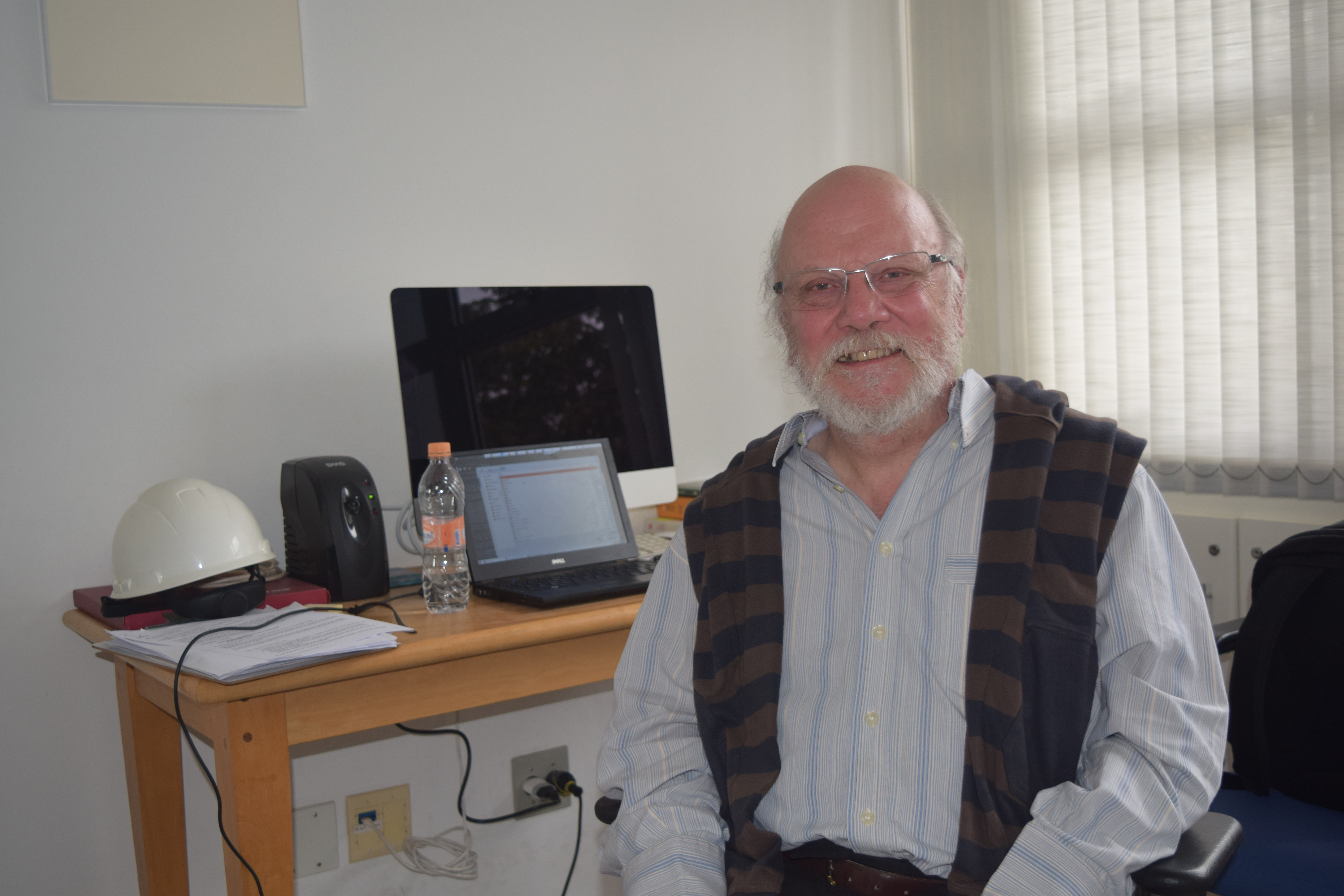
Pierre Collet, 2016

Pierre Collet (* 1948) ist ein französischer mathematischer Physiker, der sich mit statistischer Mechanik, stochastischen Prozessen und Chaostheorie befasst.
Collet wurde 1978 bei Jean-Pierre Eckmann an der Universität Genf promoviert (Etude du modele hierarchique par le groupe de renormalisation). Er ist Forschungsdirektor des CNRS an der École polytechnique.
Er ist für die mathematisch exakte Untersuchung einer Reihe von Modellsystemen in der statistischen Mechanik (Hierarchisches Modell) und Chaostheorie (Weg zum Chaos über Periodenverdopplungs-Bifurkationen nach Mitchell Feigenbaum) bekannt.
Er ist nicht mit dem Bioinformatiker an der Universität Straßburg Pierre Collet zu verwechseln.

## Schriften
- mit Eckmann: Iterated maps on the interval as dynamical systems, Birkhäuser Verlag, Progress in Physics, Band 1, 1980 (Reprint 2009)
- mit Eckmann: Concepts and results in chaotic dynamics, Springer 2006
- mit Eckmann: A renormalization group analysis of the hierarchical model in statistical mechanics, Springer Verlag, Lecturenotes in Physics, Band 74, 1978
- mit Eckmann: Concepts and results in chaotic dynamics: a short course, Springer Verlag, 2006.
- mit Eckmann: Lyapunov multipliers and decay of correlations in dynamical systems, Journal Stat. Phys., Band 115, 2004, S. 217–254
- Some aspects of the central limit theorem and related topics. Harmonic Analysis and Rational Approximation: Their Roles in Signals, Control and Dynamical Systems, Lecture Notes in Control and Information Sciences, Band 327, Springer Verlag 2006, S. 105–127
- als Herausgeber Chaotic dynamics and transport in classical and quantum systems, Kluwer 2005 (Summer Institute Cargèse 2003)